# Peter Sasse (Philosoph)
Peter Sasse, latinisiert: Petrus Sassius (* 30. November 1571 in Rostock; † 21. Februar 1642 ebenda) war ein Professor der Logik an der Universität Rostock.

## Ausbildung und Studium
Peter Sasse war der Sohn des Rostocker Kaufmanns und späteren Rostocker Bürgermeisters und Handelsherrn Jakob Sasse und der Anna, geb. Burenius. Er ging in Rostock und Magdeburg zur Schule. Ab 1589 studierte Sasse an der Universität Rostock, der Brandenburgischen Universität Frankfurt sowie der Leucorea.
1594 kehrte Sasse nach Rostock zurück, um wenig später eine Bildungsreise durchzuführen, die bis 1597 dauerte und ihn nach Holland, England und Frankreich führte.
Im Anschluss daran setzte Sasse seine Studien an der Universität Jena und der Universität Leipzig fort.
1602 kehrte Sasse wieder nach Rostock zurück und wurde dort am 8. Juli an der Philosophischen Fakultät zum Doktor promoviert.

## Akademische Laufbahn
Im Jahre 1602 wurde Peter Sasse dann von Herzog Adolf Friedrich I. zum Professor der Logik an der Universität Rostock ernannt. Sein Vorgänger war Martin Brasch.
Ebenfalls 1602 heiratete Sasse Elisabeth Kellermann, die Tochter des Rostocker Bürgermeisters Johann Kellermann. Da Elisabeth bereits 1604 starb, heiratete Sasse ein Jahr später Euphrosyne Hagemeister (1584–1620). Damit war Sasse der Schwager von Matthäus Bacmeister, der mit Sophie Kellermann (1590–1657) verheiratet war.
Sasse hatte seine Professur vier Jahrzehnte inne und starb 1642 in Rostock. Sein Grabmal befindet sich in der Rostocker Marienkirche. Sein Nachfolger wurde Caspar Mauritius.
Peter Sasse war zwischen 1605 und 1639 elfmal Dekan der Philosophischen Fakultät und einmal Rektor der Universität Rostock (1608).